# Yennefer van Vengerberg
Yennefer van Vengerberg (Engels: Yennefer of Vengerberg, Pools: Yennefer z Vengerbergu) is een personage in de The Witcher-franchise. Het personage werd bedacht door de Poolse fantasyschrijver Andrzej Sapkowski. 

## Beschrijving
Yennefer verscheen voor het eerst in de verzameling korte verhalen The Last Wish. Ze kwam ook voor in talloze andere Witcher-verhalen en is een van de hoofdpersonages in de Witcher-saga.
Geralt van Rivia is haar "zielsverwant", ondanks dat hun relatie ingewikkeld is. Ze kan geen kinderen krijgen maar accepteert het lot. Ze wordt uiteindelijk een pleegmoeder voor het meisje Ciri.
Yennefer is geboren op Belleteyn (de nacht van 30 april op 1 mei) in het jaar 1173 en leefde in Vengerberg, de hoofdstad van Aedirn. Door haar bochel had ze een moeilijke jeugd. Ze is een van de meest krachtige magiërs van het continent en het jongste lid van de Raad van Tovenaars. Later wordt zij een lid van de Loge van Tovenaressen. Tijdens een gevecht op Sodden Hill werd ze verblind door Fingilla Vigo, een Nilfgaardiaanse tovenares, maar haar zicht is op magische wijze hersteld.
Ze is beroemd om haar schoonheid, ondanks dat Yennefer tijdens de gebeurtenissen van The Swallow's Tower 94 jaar oud is. Het wordt aangenomen dat haar schoonheid een product van magie is en werd verkregen tijdens haar training. Ze gaat immer gekleed in zwarte kleding met witte accenten, heeft violette ogen en ravenzwart haar. Voordat Yennefer tovenares werd had ze een bochel, maar heeft haar misvormingen laten herstellen door Tissaia de Vries, hoewel Geralt dit uiteindelijk ook ontdekt.
Aan het eind van de boekenreeks raakt Yennefer dodelijk gewond terwijl zij Geralt probeert te genezen. Beide worden meegenomen door Ciri naar een andere wereld waar zij op een eiland leven.
Yennefer wordt door actrice Grażyna Wolszczak gespeeld in de Poolse film Wiedźmin en door Anya Chalotra in de Netflix-serie.

## Computerspelserie
Yennefer verschijnt niet in het eerste computerspel uit 2007. Zij wordt wel indirect genoemd tijdens een aantal gebeurtenissen. In The Witcher 2: Assassins of Kings wordt ze met flashbacks genoemd. Aan het eind van het spel wordt bekend dat Yennefer waarschijnlijk nog leeft, maar eveneens Geralt lijdt aan geheugenverlies.
In The Witcher 3: Wild Hunt is Yennefer een van de hoofdpersonages. Aanvankelijk werd haar gezicht gemodelleerd naar het Poolse fotomodel Klaudia Wróbel, maar de ontwikkelaars besloten om haar een gemener uiterlijk te geven. De DLC voor het spel bevat een alternatieve outfit.